# Anzing
Anzing er en kommune i Landkreis Ebersberg i Regierungsbezirk Oberbayern i den tyske delstat Bayern.

## Geografi
Der er følgende bydele, landsbyer og bebyggelser i kommunen: Anzing, Auhofen, Boden, Froschkern, Frotzhofen, Garkofen, Hl. Kreuz, Höggerloh, Kaisersberg, Köppelmühle, Lindach, Mauerstetten, Obelfing, Oberasbach, Ranharting, Ried, Staudach, Unterasbach og Ziegelstadel.